# Google Fiber
Google Fiber es un proyecto de Google para construir una infraestructura de red de banda ancha a Internet experimental, usando comunicación con fibra óptica en varias ciudades de Estados Unidos.
A fines del 2014, Google Fiber tenía 29,867 suscriptores de televisión. En octubre de 2015, se estimaba que llegaban a 120,000 clientes.
El servicio se inició en el área metropolitana de Kansas City, incluyendo 20 suburbios del área de Kansas City dentro de los primeros 3 años. Inicialmente se planteó como un proyecto experimental, en diciembre de 2012, Google Fiber fue anunciado como un modelo de negocios viable, cuando el presidente de Google Eric Schmidt declaró "No es un experimento, lo estamos llevando como un negocio", en la Conferencia Dealbook del New York Times'.
Google Fiber anunció su expansión a Austin (Texas) y Provo (Utah) en abril de 2013, y expansiones subsecuentes en 2014 y 2015 a Atlanta, Charlotte, Raleigh-Durham, Nashville, Salt Lake City y San Antonio (Texas).
El 10 de agosto de 2015, Google anunció su intención de reestructurar la compañía, moviendo los servicios y productos menos centrales  a una nueva corporación paraguas, Alphabet Inc. Como parte de este plan de reestructuración, Google Fiber sería subsidiaria de Alphabet, y puede hacerse parte de la unidad de negocio de "acceso y energía".
En octubre de 2016 anunció que detendrá sus planes de expansión en las ciudades donde no ha comenzado, así como la reducción o reasignación de hasta el 9% de la planta de empleados.

## Lugares de operación
En 2011, Google lanzó un piloto en una comunidad residencial de Palo Alto, California. El 30 de marzo del mismo año, Kansas City (Kansas) fue seleccionada como la primera ciudad que recibiría Google Fiber. En 2013, Austin (Texas) y Provo (Utah) fueron anunciados como ciudades de expansión de Google Fiber, el 9 y el 17 de abril respectivamente.

### Universidad de Stanford
En el verano de 2011, Google lanzó una prueba gratis de los servicios de fibra en una comunidad residencial cerca de la Universidad Stanford en Palo Alto, California.

### Kansas City

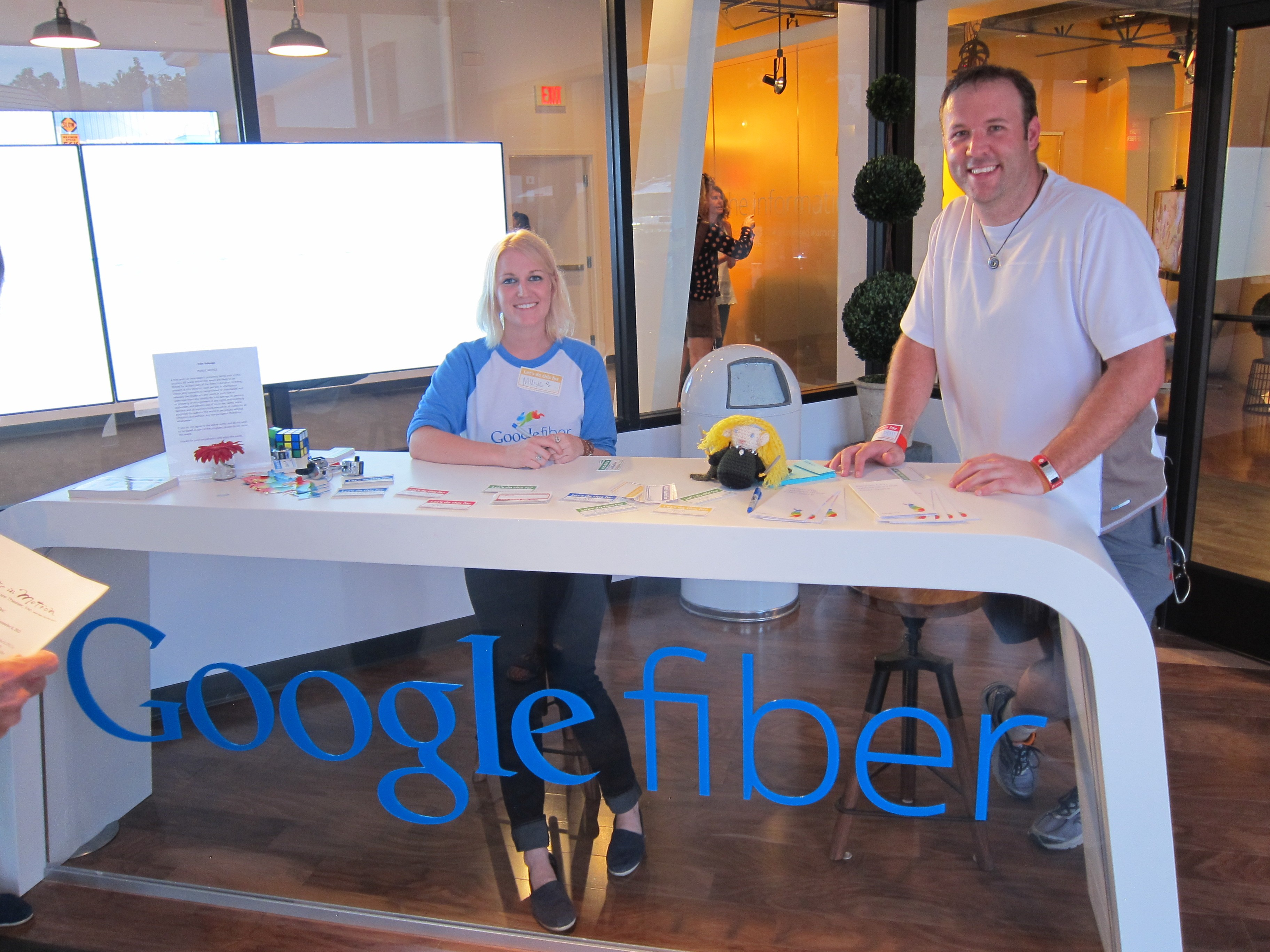
Google Fiber va a Kansas City

Google encontró que los barrios ricos en Kansas City se inscribieron en el servicio más rápido mientras que los de los barrios más pobres no se inscribieron ni siquiera en la opción gratis. En respuesta a esta brecha digital, Google envió un equipo de 60 empleados a las zonas carentes de servicio a promover el de Google Fiber. Además, Google ofreció microcréditos a organizaciones comunitarias que quisieran poner en marcha programas de alfabetización digital en Kansas City.
Los siguientes son los anuncios cronológicas de servicio en el área metropolitana de Kansas City. Se dice que los barrios son seleccionados con base en la demanda:
El 30 de marzo de 2011, Google anunció que Kansas City, Kansas, sería la primera comunidad donde se desplegaría la red experimental.

### Otras
El 17 de mayo de 2011, Google anunció que el servicio se ampliaría para incluir el área metropolitana de Kansas City (Misuri).
El 24 de julio de 2012, Google anunció que Fiber se volvería disponible ese día. Ni los precios ni la disponibilidad inicial fueron mencionados. Google Fiber se centrará en convertirse en una alternativa a los servicios Verizon FiOS y AT&T U-verse entre otras compañías de cable más importantes.
El 26 de julio de 2012, Google anunció que desplegaría un servicio complementario de televisión por fibra óptica en el área de Kansas City ese septiembre llamado Google Fiber TV, el cual será ofrecido como un servicio de televisión de pago convencional y también emitiría contenido de programación en vivo en iPad y tablets Android. Los vecindarios que inicialmente reciban los servicios de TV e Internet serán seleccionados a través de la demanda de los residentes del área de Kansas City. La gama inicial de canales para el servicio no incluye actualmente las redes de televisión por cable propiedad de Time Warner, The Walt Disney Company, redes AMC y News Corporation los cuales eventualmente pueden ser agregados en espera de los acuerdos de carriage con las empresas.[cita requerida]

## Planes
[actualizar]A continuación se pueden ver los planes que Google Fiber ofrece a sus usuarios, así como sus características:
| Plan                                  | Fiber 1 Gig                            | Fiber 2 Gig                                        | Fiber 5 Gig                                        | Fiber 8 Gig                                        |
| ------------------------------------- | -------------------------------------- | -------------------------------------------------- | -------------------------------------------------- | -------------------------------------------------- |
| Ancho de banda de Internet (descarga) | 1 Gbit/s                               | 2 Gbit/s                                           | 5 Gbit/s                                           | 8 Gbit/s                                           |
| Ancho de banda de Internet (subida)   | 1 Gbit/s                               | 1 Gbit/s (2 Gbit/s usuarios selectos)              | 5 Gbit/s                                           | 8 Gbit/s                                           |
| Coste recurrente mensual              | $70                                    | $100                                               | $125                                               | $150                                               |
| Almacenamiento incluido               | 1 TB Google Drive                      | 1TB Google Drive                                   | 1TB Google Drive                                   | 1TB Google Drive                                   |
| Hardware incluido                     | Incluye un Nest Wifi Pro o Google Wifi | Wi-Fi 6 router Incluye hasta 1 extensores de malla | Wi-Fi 6 router Incluye hasta 2 extensores de malla | Wi-Fi 6 router Incluye hasta 2 extensores de malla |

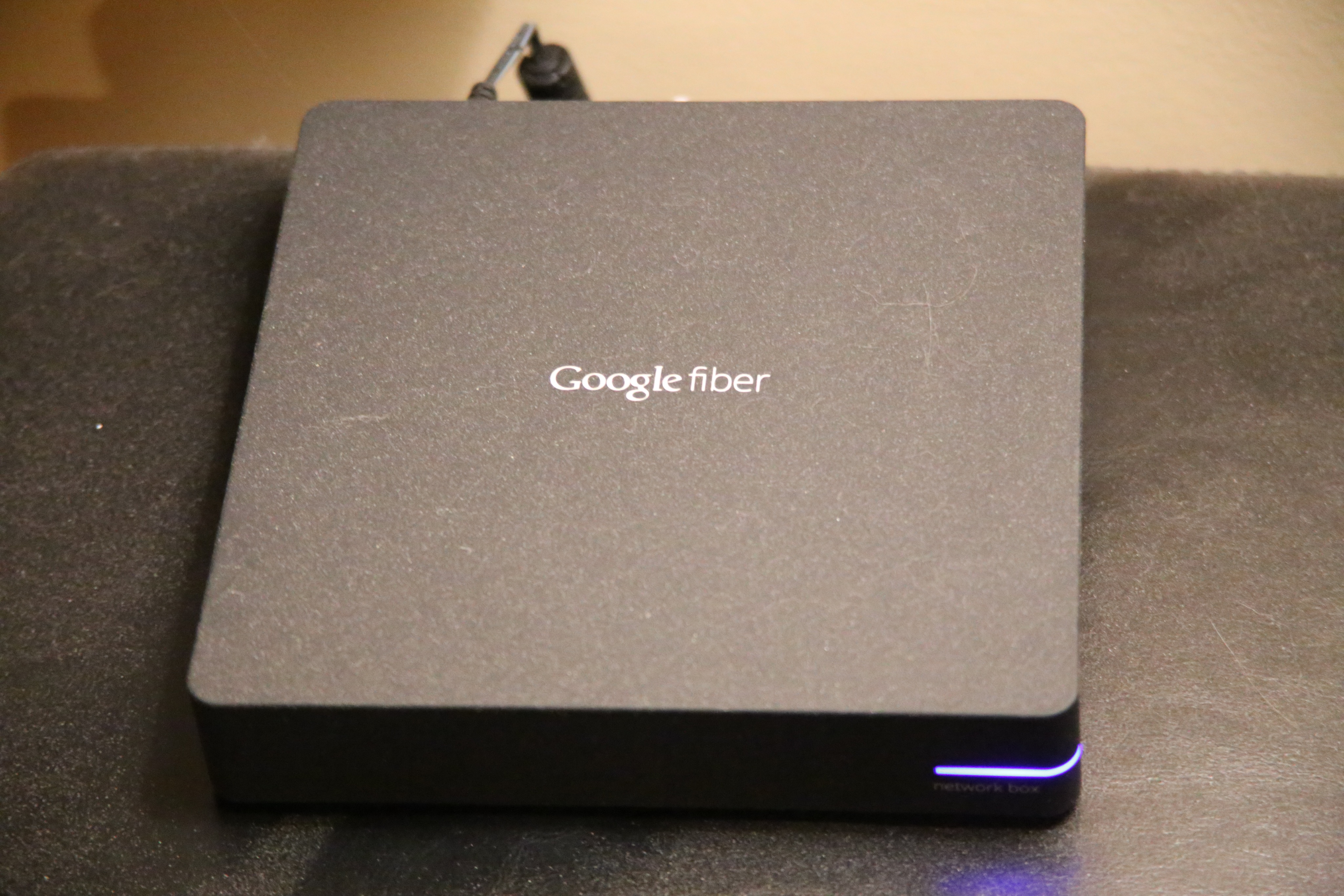
Equipamiento en el cliente de Google Fiber

Google también ofrece conectividad gratis a Internet Google Fiber en cada uno de los mercados en propiedades seleccionadas de cada mercado y propiedades de hogares asequibles.